# Gai Mari Victorí
Gai Mari Victorí (en llatí: Gaius Marius Victorinus), anomenat sovint Victorí Afre o Victorí l'Africà (Victorinus Afer) pel seu naixement, va ser un gramàtic i filòsof cristià d'escola neoplatònica que va viure al segle iv.
Va ensenyar retòrica a Roma a la meitat del segle iv i va obtenir tanta reputació que hom li va erigir una estàtua al fòrum de Trajà. En edat avançada, es va convertir al cristianisme i va començar a estudiar les escriptures. Quan Julià l'Apòstata va prohibir que els gramàtics difonguessin i instruïssin sobre temes de cristianisme, va tancar la seva escola abans de renunciar a la fe. Abans de la seva conversió era seguidor de les tesis del neoplatonisme, i va conservar aquesta filosofia quan es va convertir. La història de la seva conversió l'explica el bisbe Simplici de Milà.

## Obres
Es conserven obres de Victorí com a retòric i com a teòleg cristià, d'abans i després de la seva conversió:

### Teològiques
- De Generatione Verbi Divini
- De Generatione Divina
- Candidi Arriani epistola ad Marium Victorinum rhetorem
- Adversus Arium o De Trinitate contra Arium, acabat el 365
- De homoousio recipiendo, síntesi de l'anterior
- Tres himnes de Trinitate

### Exegètiques
- Comentari a l'Epístola als Gàlates de sant Pau, en dos llibres
- Comentari a l'Epístola als Efesis de sant Pau, en dos llibres
- Comentari a l'Epístola als Filipencs de sant Pau
- Commenta in Ciceronis Rhetorica (en)

### Gramàtica
- Ars Grammatica de Orthographia et Ratione Metrorum, un tractat sobre mètrica en quatre llibres
- De Definitionibus, originàriament atribuïda a Boeci

### Espúries
- Ad Justinum Manichaeum contra duo Principia Manichaeorum et de vera Carne Christi
- De Physicis
- De Verbis Scripturae Factum est vespere et mane dies unus

### Perdudes
Les obres de Victorí més importants que no s'han conservat són traduccions del grec al llatí de Plató, Aristòtil, Plotí i Porfiri (en aquest cas, parcialment conservada en un comentari a l'autor).